# Gerhard Kraiker
Gerhard Kraiker (* 26. Juni 1937 in Frankfurt am Main; † 22. November 2015 in Oldenburg (Oldb)) war ein deutscher Politikwissenschaftler.

## Leben
Nach der Promotion zum Dr. phil. 1971 in Gießen war er von 1974 bis 2005 Professor für Politikwissenschaft mit dem Schwerpunkt Gesellschafts- und Staatstheorien an der Carl von Ossietzky Universität Oldenburg. Er war Leiter der Forschungsstelle und des Archivs Carl von Ossietzky/Kurt Tucholsky und Leiter des Fritz Küster-Archivs für Geschichte politischer und sozialer Protestbewegungen.

## Schriften (Auswahl)
- Politischer Katholizismus in der BRD. Eine ideologiekritische Analyse. Stuttgart 1972, ISBN 3-17-231051-5.
- mit Johann Frerichs: Konstitutionsbedingungen des bürgerlichen Staates und der sozialen Revolution bei Marx und Engels. Eine Einführung. Frankfurt am Main 1975, ISBN 3-518-00685-1.
- Versöhnungsversuche individueller und sozialer Identität in klassischen Gesellschaftstheorien der Neuzeit. Oldenburg 1989.
- mit Elke Suhr: Carl von Ossietzky. Reinbek 1994, ISBN 3-499-50514-2.